# The American Lutheran Church
The American Lutheran Church (TALC), var ett amerikanskt kyrkosamfund som existerade 1960–1988. Det hade i huvudsak tyskt och norskt ursprung. Teologiskt ansågs det ha en moderat framtoning, och intog en mellanposition mellan den liberala Lutheran Church in America (LCA) och den konservativa Missourisynoden. 
TALC bildades 1960 genom en sammanslagning av:
- American Lutheran Church, med i huvudsak tyskt ursprung.
- Evangelical Lutheran Church, med norskt ursprung.
- United Evangelical Lutheran Church, med danskt ursprung.

1973 gick Lutheran Free Church upp i TALC. 
1988 gick TALC samman med bland annat LCA och bildade Evangelical Lutheran Church in America (ELCA). TALC var det av de tre kyrkorna inom vilket motståndet mot bildandet av ELCA var störst. Många av de mer konservativa församlingarna fruktade att respekten för Bibelns auktoritet skulle naggas i kanten genom samgåendet. Ett antal församlingar lämnade TALC i samband med ELCA:s bildande och formerade sig inom American Association of Lutheran Churches.